# Warwick (Santa Lucía)
Warwick es una localidad de Santa Lucía que forma parte del distrito de Laborie.